# Macukull
Macukull is na de gemeentelijke herinrichting van 2015 een deelgemeente (njësitë administrative përbërëse) van de Albanese stad (bashkia) Mat.
De deelgemeente bestaat uit de kernen Dej Macukull, Macukull, Shëlli, Shqefën en Vig,